# Gin rami
Pour les articles homonymes, voir Gin (homonymie) et Rami (homonymie).

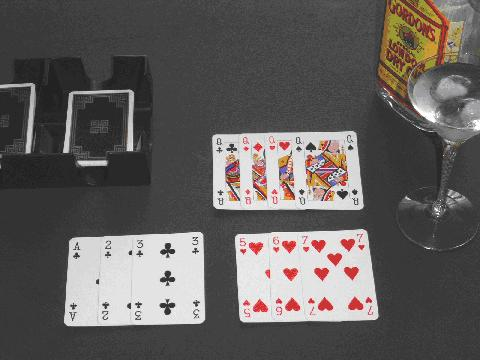
Une main de gin

Le gin rami ou gin est un jeu de cartes pour deux joueurs, de la famille des rami. L'origine de ce jeu est souvent attribuée à Elwood T. Baker, un joueur professionnel de whist, qui l'aurait vraisemblablement inventé en 1909, à Brooklyn. Le nom anglais (gin rummy) n'est pas sans rappeler le gin et le rhum, deux alcools très en vogue à cette époque. De l'avis de spécialistes de ce jeu, Stu Ungar est le plus grand joueur de gin rami de l'histoire, une fois sa renommée faite il ne trouvait d'ailleurs plus d'adversaire contre qui jouer tellement sa victoire était assurée,,,.

## Matériel
Le gin rami se joue avec un jeu classique de 52 cartes, du papier et un crayon. 

## Distribution des cartes (ladonne)
Le premier donneur est déterminé au hasard, ensuite les joueurs se relaient.
Le donneur distribue 10 cartes, une à la fois, à chaque joueur. Il retourne la vingt et unième carte (l'entame) pour former la première carte de la pile de défausse. Le reste des cartes constitue la pioche.
Le joueur n'ayant pas distribué peut choisir de commencer en prenant l'entame ou l'offrir au donneur. Si, à son tour, le donneur refuse l'entame, alors le premier joueur pioche la carte suivante. Et, la manche commence.

## Déroulement de la manche
Le joueur dont c'est le tour a le choix entre la première carte visible dans la défausse ou la prochaine carte inconnue dans la pioche. Il termine son tour en se départant d'une carte, face visible, dans la défausse. Il ne peut pas jeter la carte qu'il vient de prendre si celle-ci provient de la défausse (ce qui équivaudrait à passer son tour). 
Seule la carte du dessus est disponible dans la défausse. Toutes les autres, appelées couramment cartes mortes, ne peuvent être ni utilisées ni consultées. Les joueurs doivent donc mémoriser les cartes au fur et à mesure qu'elles sont jetées. Et, la pile doit être alignée avec soin de façon que les cartes mortes demeurent masquées.
La manche prend fin lorsqu'un joueur réussit à abattre ses cartes, ou qu'il ne reste plus que deux cartes dans la pioche.

## Combinaisons permises
L'objectif du gin rami est de constituer des combinaisons afin d'éliminer les cartes solitaires.
Les cartes peuvent être assorties :
- en groupe de trois ou quatre cartes, de même valeur, appelés brelan et carré (par exemple, le brelan 8♥-8♣-8♠ et le carré 2♥-2♦-2♣-2♠)
- en série d'au moins trois cartes consécutives, de la même couleur (il y en a 4), appelée suite (par exemple, la suite 3♥-4♥-5♥-6♥-7♥).

L'ordre des cartes est As-2-3-4-5-6-7-8-9-10-Valet-Dame-Roi, l'As étant la carte la plus faible.
Une carte ne peut pas appartenir à plusieurs groupes en même temps. De plus, les séquences autour du coin, comme la suite Dame-Roi-As, ne sont pas autorisées.

## Valeur des cartes dépareillées (oubois mort)
Les cartes ordinaires valent le montant inscrit sur elles, tandis que l'As vaut 1 point et les figures (Valet, Dame, Roi) comptent pour 10 points.
Les joueurs tentent de réduire à zéro la valeur des cartes n'appartenant à aucun groupe (non posées). Cette somme est communément appelée bois mort.

## Fin de la manche
Un joueur peut annoncer la fin de la manche si sa main ne comporte plus que 10 points ou moins en cartes dépareillées. S'il parvient à combiner toutes ses cartes de façon à réduire son total à zéro après s'être défaussé d'une carte, on dit alors qu'il a fait gin, et il remporte la manche. Si, mieux encore, il réussit à annuler son compte sans avoir besoin de défausser une dernière carte, il gagne avec un grand gin.
En revanche, s'il annonce la fin de la manche avec un compte inférieur ou égal à 10, mais supérieur à zéro, l'autre joueur peut se défendre. L'attaquant, après s'être défaussé d'une carte, dépose toutes ses combinaisons devant lui sur la table, et indique quelles cartes n'entrent dans aucun groupe. Elles constituent la marque à battre. L'autre joueur, le défenseur, peut alors réduire son propre compte ajoutant ses cartes aux combinaisons de l'attaquant.
On compte alors les points.

## Points
Il existe plusieurs règles pour le marquage de points. La plus populaire aux États-Unis est le système 20/25, bien que le système 10/20 soit plus traditionnel.

### Système 10/20
L'attaquant gagne la différence des points du bois mort entre lui et son adversaire.
En cas de gin, il ajoute 20 points à sa marque, en plus de la valeur des cartes restantes de son adversaire. 
Toutefois, si l'attaquant n'a pas fait gin et que le défenseur réussi à obtenir une somme égale ou inférieur à celle de l'attaquant, c'est le défenseur qui gagne. Il ajoute 10 points, en plus de la différence en cartes restantes. On dit alors qu'il a coupé l'herbe sous les pieds de l'attaquant (« undercut », en anglais)

### Système 20/25
Le système est identique, mais le bonus pour un gin est de 25 points, et le bonus de défense est de 20 points.

## Fin de partie

### Partie sans étape (ou partie simple)
La partie se déroule jusqu'à ce qu'un joueur accumule plus de 100 points.

### Partie à étapes multiples
La partie se joue en trois étapes ou plus, selon l'entente prise entre les participants. Chaque étape se termine lorsqu'un des deux joueurs accumule plus de 100 points. La somme des étapes détermine le gagnant. 
Le compte d'étape est remis à zéro à la fin de chaque étape, après avoir été ajouté au total général.
À la fin de chaque étape, les joueurs reçoivent 25 points pour chaque donne gagnée (les « cocottes »). De plus, le gagnant de l'étape ajoute automatiquement 100 points à sa marque, et un second 100 points si son adversaire n'a gagné aucune donne (zéro cocotte)

## Variantes
Il existe quelques variantes aux règles décrites ci-dessus, notamment l'Oklahoma gin et la possibilité de faire un grand gin.

### Oklahoma gin
L'entame détermine la valeur du seuil à partir duquel il est permis d'interrompre le jeu. Ainsi, si la première carte retournée est un sept, on peut abattre une main que si la somme des cartes restantes est égal ou inférieur à sept. Les figures portent automatiquement le seuil à 10, comme dans le jeu régulier, et l'as exige une victoire obligatoire par gin. De plus, si la première carte est un pique ♠, la marque de cette donne vaut le double des points.
Généralement, on demande 150 points, au lieu des 100 points usuels, pour remporter la partie ou l'étape.

### Grand gin
Le grand gin, c'est-à-dire un gin sans défausse, donne droit à 50 points au lieu de 25.

### Variante pour trois joueurs et plus
On ne distribue que 7 cartes à chaque joueur.
On distingue dans le décompte les points des pénalités. Le joueur remportant la manche marque 20 points en cas de gin, 10 points pour un knock (quand il lui reste du bois mort) ou 10 points pour une défense réussie. Les perdants pour leur part perdent la valeur de leur bois mort moins la valeur du bois mort du gagnant.